# إدوارد روت
إدوارد روت (بالإنجليزية: Edward Root)‏ هو لاعب دوري الرغبي أسترالي، ولد في 1902 في Waterloo, New South Wales ‏ في أستراليا، وتوفي في 12 مايو 1986 في Brighton-Le-Sands, New South Wales ‏ في أستراليا.